# جست فور لوفس
جست فور لوفس (بالإنجليزية: Just for Laughs)‏ أي بالعربية (فقط للضحك) هو مهرجان للكوميديا يقام في شهر يوليو من كل سنة في مدينة مونتريال في كندا، بدأت فعالياته في سنة 1983 ويعتبر حالياً أكبر مهرجانات الكوميديا في العالم، يتم في هذا المهرجان عرض أشهر برامج الكوميديا منها برنامج الكاميرا الخفية المشهور جست فور لوفس: غاغس.

## روابط خارجية
- جست فور لوفس على موقع IMDb (الإنجليزية)